# Phyllonorycter obtusifoliella
Espèce
Phyllonorycter obtusifoliella est une espèce européenne de lépidoptères (papillons) de la famille des Gracillariidae.

## Répartition
On trouve Phyllonorycter obtusifoliella dans le Péloponnèse et à Chypre.

## Écologie
Les chenilles consomment les plantes des espèces Acer obtusifolium (en) et Acer sempervirens.